# قائمة المواقع والمعالم المصنفة في ولاية إليزي
هذه قائمة حصرية للمواقع الأثرية و المعالم التاريخية المصنفـــة حسب وزارة الثقافة والاتصال (الجزائر) لولاية إليزي
| رقم    | اسم                             | وصف        | موقع | مدينة | قسم   | الإحداثيات | صورة                     |
| ------ | ------------------------------- | ---------- | ---- | ----- | ----- | ---------- | ------------------------ |
| 33-001 | الطاسيلي ناجر حضيرة طبيعية جانت | ثراث عالمي |      |       | إليزي |            | ثراث عالمي · Upload file |